# Onthophagus usambaricus
Onthophagus usambaricus é uma espécie de inseto do género Onthophagus, família Scarabaeidae, ordem Coleoptera.
Foi descrita cientificamente por Paulian em 1937.